# جمال‌الدین خواجه‌نیازوف
جمال‌الدین خواجه‌نیازوف (روسی: Джамалдин Абдухалитович Ходжаниязов؛ زادهٔ ۱۸ ژوئیهٔ ۱۹۹۶) بازیکن فوتبال اهل روسیه است.
از باشگاه‌هایی که در آن بازی کرده‌است می‌توان به باشگاه فوتبال اورال یکاترینبورگ، باشگاه ورزشی آرهوس، باشگاه فوتبال زنیت سن پترزبورگ، باشگاه فوتبال بالتیکا کالینینگراد، باشگاه فوتبال آمکار پرم، باشگاه فوتبال سومقاییت، و باشگاه فوتبال باته بوریسف اشاره کرد.
وی همچنین در تیم ملی فوتبال زیر ۲۱ سال روسیه بازی کرده‌است.